# Quingentole
Quingentole là một đô thị tại tỉnh Mantova trong vùng Lombardia của Italia, có vị trí cách khoảng 160 km về phía đông nam của Milano và khoảng 30 km về phía đông nam của Mantova. Tại thời điểm ngày 31 tháng 12 năm 2004, đô thị này có dân số 1.267 người và diện tích là 14,3 km².
Quingentole giáp các đô thị: Pieve di Coriano, Quistello, Schivenoglia, Serravalle a Po, Sustinente.